# Médiathèque Jacques-Demy
La médiathèque Jacques-Demy est une médiathèque de Nantes, en France, installée dans un bâtiment public construit en 1985. Elle est le siège du réseau qui constitue la bibliothèque municipale de la ville, formé notamment par les huit médiathèques et bibliothèques publiques de quartier, dont elle est la plus importante.

## Localisation
La médiathèque est située dans le centre-ville de Nantes, entre le quai de la Fosse au sud, la rue de l'Héronnière au nord et la rue Neuve-des-Capucins à l'est. Son adresse postale est no 24, quai de la Fosse. Le site est desservi par la ligne 1 du tramway, dont l'arrêt à cet endroit est appelé Médiathèque.

## Dénomination
Elle a été nommée en hommage à Jacques Demy, cinéaste originaire de la région nantaise et qui passe une grande partie de sa jeunesse à Nantes.

## Historique

### Site d'implantation
La zone ne se trouve pas dans la partie la plus ancienne de la ville, qui s'est d'abord développée sur la rive gauche de l'Erdre. L'emplacement de l'actuelle médiathèque n'a longtemps été qu'une parcelle marécageuse, où les hérons venaient nombreux, donnant plus tard son nom à la rue de l'Héronnière qui surplombe le site. Possession de l'évêque de Nantes, ces terrains prennent de la valeur avec l'expansion vers l'ouest du port de Nantes, le long de l'actuel quai de la Fosse. En 1624, l'ensemble de ce port fluvial est bordé de cales inclinées en pierre. Au XVIIIe siècle, des immeubles, parfois luxueux, sont construits le long du quai.

### L'hôtel des Douanes
En 1770, les bâtiments accueillant les douanes de Nantes sont achevés, sur des plans conçus par l'architecte Jean-Baptiste Ceineray (1722-1811). L'édifice est constitué de quatre corps égaux, qui enferment une cour intérieure assez grande, à laquelle on accède par une porte cochère. Ce type de construction est le même que celui employé pour l'hôtel de La Villestreux, sur l'île Feydeau. En 1943, les bombardements de septembre provoquent la destruction de l'hôtel, qui se trouvait au no 37 du quai de la Fosse. Les ruines sont déblayées, mais le site ne bénéficie pas de la reconstruction de l'après-guerre. En 1955, la SNCF profite de cet état de fait pour faire passer une section enfouie de la ligne de chemin de fer, juste avant le tunnel de l'Héronnière, partie du tunnel ferroviaire de Chantenay. Malgré quelques projets, dont celui d'une maison de la Culture en 1965, le site reste inoccupé jusqu'en 1980, et reçoit l'appellation de « dent creuse du quai de la Fosse ».

### Médiathèque
En 1977, la municipalité envisage la construction d'une bibliothèque municipale capable d'accueillir celle existante, alors hébergée  dans une partie des locaux du musée des beaux-arts depuis 1900. Le vote du conseil municipal permettant le lancement du projet a lieu le 26 février 1979. Un concours d'idées est lancé le 17 décembre de la même année, et le 7 mars 1980, trois des 17 équipes en lice sont retenues. La proposition retenue le 17 novembre 1980 est celle de cinq architectes associés : Paul Ferré, Jean-François Salmon, Jean-Luc Benoist-Gironière, Jacques David et Michel Bureau. Ils ont dû prendre en compte la position du site, dans le secteur sauvegardé de Nantes, la volonté politique d'y adjoindre un parking, et le choix de faire de l'édifice un lieu d'accueil multi-activités.
Les travaux commencent le 1er mars 1982, et durent trois ans. Le chantier achevé, l'installation des premiers documents débutent alors, pour une ouverture au public le 1er octobre 1985, année au cours de laquelle la Bibliothèque municipale y installe son siège.
Outre la médiathèque, le bâtiment héberge également le musée de l'imprimerie, les locaux temporaires de la Société des amis du musée des beaux-arts de Nantes, l'agence culturelle bretonne de la Loire-Atlantique, la bibliothèque sonore de Nantes, le centre d'études verniennes, une salle d'exposition, un service d'emprunt pour les collectivités, et une garderie multi-accueil municipale.
Le 2 avril 2019 après 6 mois de travaux de modernisation, la médiathèque rouvre ses portes. Les modifications apportées concernent l'entrée principale transférée sur l’esplanade Camille-Mellinet, située à l'arrière du bâtiment, du côté de la rue de l'Héronnière, et la zone d'accueil qui comprend désormais plusieurs espaces destinés à l’accueil, aux inscriptions, aux bornes de retour et au retrait des réservations. Cette période d'inactivité a ainsi permis d’installer sur chaque document une puce électronique permettant aux lecteurs de biper eux-mêmes les ouvrages qu’ils empruntent et rapportent. Ce système d'automatisation des prêts et retours est déjà déployé dans les médiathèques municipales comme Lisa-Bresner et Floresca-Guépin, avant d'être généralisé dans toutes les bibliothèques publiques nantaises,.

## Architecture du bâtiment

### Description
La surface de la parcelle n'est pas utilisée en totalité pour l'édifice, deux places sont aménagées : l'une à l'angle du quai de la Fosse et de la rue Neuve-des-Capucins, l'autre le long de la rue de l'Héronnière, où se trouve une statue moderne, Le Penseur de Bernard et Clotilde Barto. La bibliothèque présente 9 600 m2 de surface sur les 13 300 m2 de surface offerts par les bâtiments. Le parking, en partie souterrain, couvre 12 000 m2. Les concepteurs, bien qu'ayant opté pour le style architectural des années 1980, ont choisi de respecter le code des bâtiments alentour, notamment la façade sur le quai de la Fosse, où des balcons et des arcades reprennent les éléments des autres immeubles ; cependant, les matériaux utilisés sont modernes : le verre, l'acier et le béton.

### Perception
Malgré la reprise du principe de l'escalier à plusieurs niveaux qui fait le charme du passage Pommeraye situé à quelques centaines de mètres (pour la même raison topographique : un dénivellement important), et l'aménagement d'une esplanade, permis par la forme en « L » du bâtiment, l'édifice ne trouve pas grâce aux yeux des critiques de l'architecture locale. Dès la fin des années 1990, le choix du verre et de l'acier « date » l'édifice, qui n'est pas évoqué dans des ouvrages pourtant spécialisés sur le patrimoine de la ville tels que Le Patrimoine des communes de la Loire-Atlantique (1999), ou Nantes, architectures remarquables (2000).

### Les architectes
Paul Ferré a réalisé les tours Vulcain I, II, III et IV sur l'île de Nantes (au niveau du pont Éric-Tabarly) en 1973 et le bâtiment accueillant les collections archéologiques du musée Dobrée en 1974 (avec Maurice Ferré).
Jean-François Salmon a conçu pour le CHU de Nantes l'amphithéâtre Kernéis, 1, rue Bias (avec Éric Gouesnard), en 1998.
Les deux architectes ont acquis, au cours de leur carrière, une réputation solide et la réputation d'avoir permis à de jeunes architectes de faire leurs débuts.

## Les fonds

### Collections patrimoniales et d'histoire locale
La médiathèque abrite des collections regroupant plus de 250 000 livres et imprimés, les plus anciens datant du XVe siècle ; 30 000 manuscrits ; plus de 8 000 estampes, dessins, aquarelles et photographies ; 14 000 cartes postales ; plus de 1 800 cartes et plans. Ces documents sont regroupés dans plusieurs fonds :
- le fonds ancien, issu de la bibliothèque des Oratoriens, ouverte au public en 1753 ; ce fonds, principal élément de la bibliothèque municipale ouverte en 1809, contient 20 000 imprimés ;
- le fonds local, qui rassemble principalement les publications encyclopédiques et historiques ayant pour thème Nantes, le pays Nantais et la Bretagne depuis le XIXe siècle, ainsi que les Pays de la Loire ; il compte également la littérature produite par des Nantais ;
- les fonds spécialisés (acquis par dons et legs) : fonds Bizeul (1861, archives des Rohan) ; fonds Labouchère (1873, 3 000 autographes de personnalités) ; fonds Dugast-Matifeux (1894, ouvrages sur le Poitou et la Bretagne avant la Révolution française, et sur la période révolutionnaire, principalement la guerre de Vendée) ; fonds Friedrichs (1932, ouvrages sur la Révolution et Louis XVII) ; fonds Colette (documentation sur Colette et lettres de l'écrivain) ; fonds Mestas (poésie).

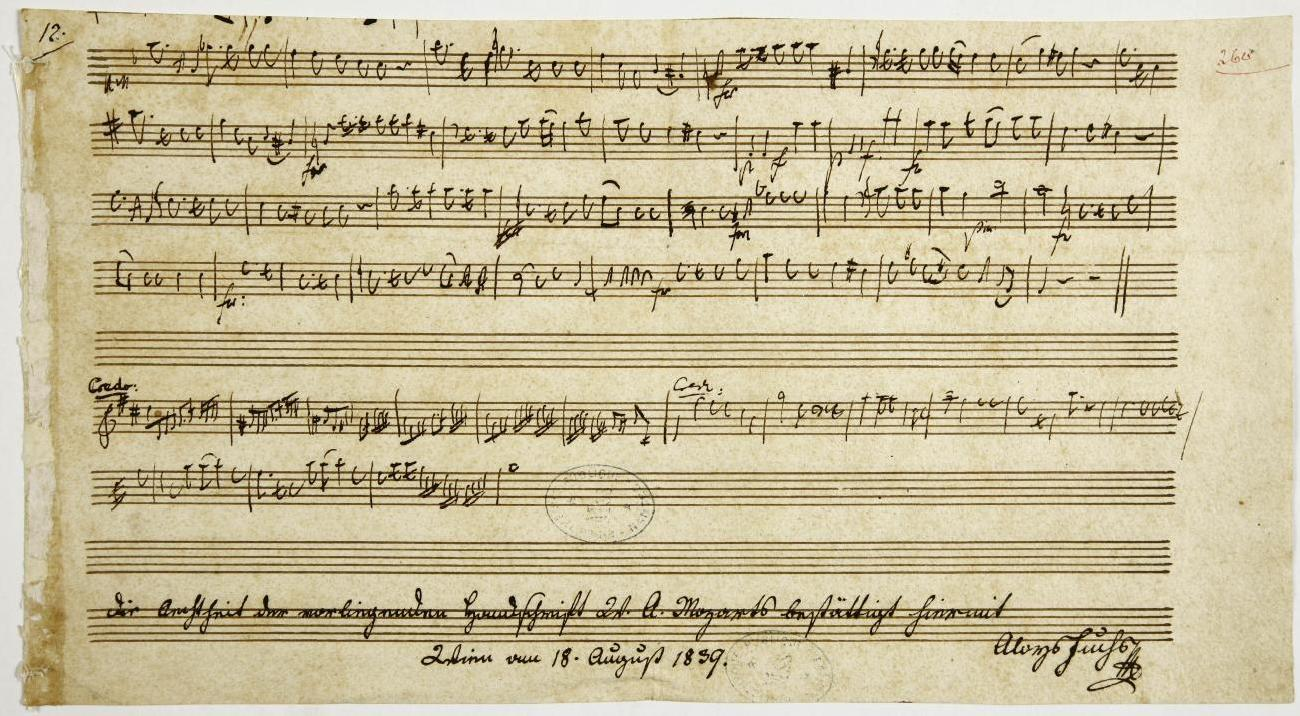
Partition de Wolfgang Amadeus Mozart conservée à la médiathèque Jacques Demy à Nantes

Le fonds Labouchère, constitué en 1873 après un legs du collectionneur Pierre-Antoine Labouchère effectué en 1872, est constitué d'autographes d'écrivains, artistes, personnalités politiques ou monarques. En 2007, Ulrich Leisinger, directeur du département musicologie du Mozarteum de Salzbourg a authentifié une partition manuscrite de Mozart, écrite vers 1787 ; il n'existe qu'une trentaine de partition de la main du compositeur dans le monde, ce qui donne beaucoup de valeur à celle de la médiathèque Jacques-Demy. En décembre 2012, les fragments d'un manuscrit de Léonard de Vinci y sont retrouvés par un journaliste de Presse-Océan, et identifiés par l'historien italien Carlo Pedretti. Il s'agit de fragments du Codex Atlanticus.

### Centre d'études verniennes
À la suite du cinquantenaire de la mort de Jules Verne, commémoré en 1955, l'œuvre de l'écrivain fait l'objet d’une mise en valeur spécifique notamment au sein du « Centre d’études verniennes » qui rassemble actuellement plusieurs milliers de documents : manuscrits, livres, brochures, périodiques, documents graphiques et sonores,.

### Centre Bermond-Boquié
Le Centre d'information sur la littérature enfantine (CILE) créé en 1977 au sein de la bibliothèque municipale, a été baptisé en 1999 « Centre Bermond-Boquié » (CBB) en hommage aux donateurs initiaux, Monique Bermond et Roger Boquié, qui ont offert à la médiathèque 24 000 livres, enregistrements sonores et montages audiovisuels représentatifs de l'édition francophone pour la jeunesse amassés depuis 1960. Le centre détient en 2013 46 600 livres et 2 300 ouvrages de référence,. En acceptant la donation, la Ville de Nantes s'est engagée à poursuivre le travail entrepris, notamment la poursuite de la mise à jour de la base de données Livrjeun créée par le couple en 1984.
Le CBB est également un centre formation puisque ses bibliothécaires interviennent dans les Centres de formation de jeunes éducateurs de la ville de Nantes ainsi qu'auprès de l'IUT de la Roche-sur-Yon : ils informent les étudiants sur l'histoire de la littérature jeunesse, sur la production actuelle et le rôle du bibliothécaire face à un tel fonds. Le CBB assure également des formations à la demande du ministère de l'Éducation nationale et d'associations orientées vers la lecture pour les enfants.